# Quercus fulviseriacus
Quercus fulviseriacus là một loài thực vật có hoa trong họ Cử. Loài này được (Y.C.Hsu & D.M.Wang) Govaerts miêu tả khoa học đầu tiên năm 1998.